# Алжирская обсерватория
Алжи́рская обсервато́рия — одна из старейших обсерваторий в Африке. Находится в общине Бузареа (Bouzaréah) города Алжир, в северо-африканском государстве Алжир.
Обсерватория имеет номер 8 в списке Мардсена, используемом Центром малых планет для каталогизации астрометрических наблюдений.

## История
Идея создания французской астрономической обсерватории в южном Средиземноморье принадлежала Леверье в 1856 году Однако основателем и первым директором считается Шарль Трепье. В 1880 году  обсерватория начала работать в составе двух человек - Трепье и его ассистента. В своё время здесь работал французский астроном Луи Буайе.
За период с 1891 по 1911 год, в рамках работ по проекту астрографического каталога «Карта неба» (фр. Carte du Ciel), в обсерватории было сделано 1260 фотопластинок. Также, за период с 1892 по 1940 год было открыто 12 астероидов.
В честь пригорода Алжира Бузареа, в котором расположена обсерватория, назван астероид (859) Бузареа, открытый в Алжирской обсерватории 2 октября 1916 года французским астрономом Фредериком Си

## Структура
Алжирская обсерватория организована из трёх научных департаментов:
- департамент астрономии;
- департамент астрофизики;
- департамент сейсмического контроля.

В обсерватории работают около 260 человек, включая несколько станций, расположенных на территории, и исследовательский центр в Таманрассете.
Главный телескоп обсерватории имеет диаметр 81 см. Это первый алжирский профессиональный телескоп.
Основные задачи обсерватории - сбор данных и интерпретация их для развития новых теоретических, числовых и инструментальных средств, с целью изучения Вселенной; сейсмический контроль территорий для лучшего определения опасных зон.